# 가산초등학교 (경북)
가산초등학교는 대한민국 경상북도 칠곡군 가산면 천평리에 있는 공립 초등학교이다.

## 학교 연혁
- 1935년 7월 2일 가산공립보통학교 개교
- 1938년 4월 1일 가산공립심상소학교로 개칭[1]
- 1941년 4월 1일 가산공립국민학교로 개칭[2]
- 1950년 4월 1일 가산국민학교로 개칭
- 1965년 10월 23일 교실 1실 및 숙직실 준공, 하판분교장 설치
- 1985년 9월 1일 병설유치원 개원
- 1985년 10월 8일 도서관 설치
- 1987년 3월 1일 선석분교장 편입
- 1989년 10월 13일 테니스장 준공
- 1990년 3월 1일 동창분교장 편입
- 1991년 3월 1일 선석분교장 통폐합(졸업생 수 357명)
- 1996년 3월 1일 가산초등학교로 개칭[3]
- 1996년 3월 1일 동창분교장 통폐합(졸업생 수 1,192명)
- 1997년 3월 1일 하판분교장 폐교(졸업생 수 2,028명)
- 1998년 8월 30일 2층 2개 교실 증축
- 2008년 12월 21일 본관 서편 2개 교실 증축
- 2009년 2월 10일 보육교실 현대화 사업
- 2010년 4월 26일 보건실 현대화 사업
- 2010년 10월 22일 특수학급(도움실) 설치
- 2018년 2월 9일 제80회 졸업식(졸업생 총수 2285명)
- 2018년 3월 1일 제36대 장석록 교장 부임
- 2018년 3월 1일 6학급(특수 1학급 포함), 유치원 1학급 편성

## 학교 상징
- 교화 - 자목련 : 기품과 화려함, 짙은 향기, 백목련과 다투어 피지 않고 천천히 피어 양보의 미덕을 보이면서, 무궁성·강직성·건전성을 지닌 꽃
- 교목 - 느티나무 : 억센 줄기는 강인한 의지를, 고루 퍼진 가지는 조화된 질서를, 단정한 잎들은 예의를 나타내며, 전체적으로 충·효·예를 상징하는 나무

## 참고 자료
- 가산초등학교 - 한국교육학술정보원 학교알리미